# Spectre (пісня)
«Spectre» — пісня англійського рок-гурту Radiohead, що вийшла 25 грудня 2015 року. Її спродюсував Найджел Ґодріч і написав для фільму про Джеймса Бонда 007: Спектр 2015 року, але її так і не використали.
Спочатку Radiohead подавали для фільму іншу пісню, «Man of War», написану в 1990-х роках. Продюсери відхилили її, оскільки вона не була написана для фільму і тому не могла претендувати на премію «Оскар» за найкращу оригінальну пісню. Radiohead призупинили роботу над своїм дев'ятим альбомом A Moon Shaped Pool, щоб записати іншу пісню — «Spectre», оркестрову баладу. Однак продюсери замість неї використали «Writing's on the Wall» Сема Сміта.
Radiohead випустили «Spectre» для безплатного завантаження, це був їх перший реліз з 2011 року. Він також ввійшов як бі-сайд на сингл 2016 року «Burn the Witch» і спеціальне видання A Moon Shaped Pool. Трек отримав позитивні відгуки.

## Написання та запис
У 2015 році поширилися чутки про те, що Radiohead запишуть тему для майбутнього фільму про Джеймса Бонда 007: Спектр. У липні букмекерська контора William Hill призупинила прийом ставок після того, як один з клієнтів поставив 15 000 фунтів стерлінгів на Radiohead з коефіцієнтом десять до одного, підозрюючи, що йому відома інсайдерська інформація.
Radiohead зустрілися зі знімальною групою бондіани, щоб обговорити написання теми. Режисер Сем Мендес та актор Денієл Крейґ були фанатами Radiohead. Radiohead подали «Man of War», невидану пісню, написану в 1990-х роках, яку співак Том Йорк колись описав як данину поваги до музики бондіани. Команді Спектру сподобалася «Man of War», але вони відхилили її, коли дізналися, що вона не була написана для фільму, а отже, не підходить для номінації на премію «Оскар» за кращу оригінальну пісню.
Radiohead призупинили роботу над своїм дев'ятим альбомом, A Moon Shaped Pool, щоб записати ще одну пісню для фільму, «Spectre». Однак продюсерська команда вирішила, що вона занадто меланхолійна для заставки, і замість неї використала «Writing's on the Wall» Сема Сміта. Продюсер «Бонда» Барбара Брокколі сказала, що пісня «Spectre» надійшла занадто пізно, щоб її можна було використати, і що команда вже створила заставку, використовуючи «Writing's on the Wall». Мендес намагався використати «Spectre» в іншому місці фільму, але вирішив, що текст пісні відволікає увагу. Він описав цю ситуацію як «цілковитий кошмар… У нас була ця прекрасна пісня, і ми не змогли її використати. Але для Radiohead це якось крутіше, що вони написали пісню, яка не була використана».
Продюсер Radiohead, Найджел Ґодріч, описав цей досвід як «справжню трату енергії» і сказав, що це зірвало роботу над A Moon Shaped Pool. Йорк сказав, що рішення не використовувати пісню було «просто політикою, наскільки я можу судити». Гітарист гурту, Джонні Ґрінвуд, сказав, що Radiohead були вільні закінчити і випустити «Spectre» так, як вони хотіли, і тому «з цього боку це було дійсно позитивно … Ми отримали його назад, він наш, і ми повинні його випустити. Ми дуже, дуже пишаємося цим».

Оригінальна обкладинка релізу на SoundCloud

## Композиція
«Spectre» — це оркестрова балада, в якій фальцет Йорка поєднується з «уривчастими» фортепіанними акордами, струнними та джазовими барабанами.

## Реліз
Radiohead випустили «Spectre» на аудіоплатформі SoundCloud на Різдво 2015 року. Йорк анонсував пісню у Twitter, написавши: «Минулого року нас попросили написати пісню до фільму про Бонда Spectre. Так, нас попросили. Це не спрацювало… але стало чимось нашим власним, що ми дуже любимо. На завершення року ми подумали, що ви захочете її почути. Щасливого Різдва.» Це був перший реліз Radiohead після синглу 2011 року «The Daily Mail / Staircase».
«Spectre» увійшла як бі-сайд до вінілового синглу Radiohead «Burn the Witch» 2016 року. Вона також ввійшла як бонус-трек до спеціального видання альбому Radiohead A Moon Shaped Pool.

## Відгуки
Variety писав, що «Spectre» має «фірмове похмуре звучання Radiohead, з похмурою величчю, яка могла б добре вписатися в канон пісень про Бондіану». Pitchfork назвав її «Найкращою новою музикою тижня» і написав, що в ній є «вся мелодрама хорошої пісні про Бондіану, але лише натяк на кіч…. Це одна з найкращих пісень Radiohead за останні кілька років, набагато більше, ніж разовий курйоз». Pitchfork порівняв її з синглом Radiohead 2001 року «Pyramid Song». Кріс ДеВілль зі Stereogum назвав «Spectre» однією з найкращих пісень тижня, написавши, що вона «прекрасна» і є нагадуванням про те, що «у Radiohead все ще залишилося життя». Після того, як наступного тижня «Writing's on the Wall» здобула нагороду «Золотий глобус» за найкращу оригінальну пісню, ДеВілль написав, що «Spectre» була «майстернішою з двох пісень».